# Боровицы (Ярославская область)
Боровицы — село Ростовского района Ярославской области, входит в состав сельского поселения Петровское. 

## География
Расположено в 12 км на север от посёлка Петровское и в 23 км на юго-запад от Ростова. 

## История
Местная каменная пятиглавая церковь во имя св. Игнатия Богоносца и св. Параскевы Пятницы, построена в 1806 г. усердием прихожан. До 1806 г. здесь была деревянная церковь, находившаяся на том месте, где стоит теперешний каменный храм.
В конце XIX — начале XX село входило в состав Зверинцевской волости Ростовского уезда Ярославской губернии. 
С 1929 года село входило в состав Никольского сельсовета Ростовского района, в 1935 — 1959 годах — в составе Петровского района, с 2005 года — в составе сельского поселения Петровское.

## Население
| 1859 | 2007 | 2010 |
| ---- | ---- | ---- |
| 122  | ↘11  | ↘6   |

## Достопримечательности
В селе расположена недействующая Церковь Игнатия (1806).